# István Bánkuti
 (septembre 2024).
István Bánkuti est un footballeur et entraîneur hongrois né le 12 novembre 1946 à Budafok et mort le 16 juin 2002 à Budapest. 

## Biographie
Connu sous le nom de Bánkuti II dans la presse sportive, il est le frère de László Bánkuti (hu), footballeur du MTK Budapest. En 1981, il a obtenu un diplôme d'entraîneur spécialisé en football. Leur père, Béldi-Beer, a joué en première division hongroise dans les années 1930 avec les équipes de Budafoki MTE et Törekvés SE.

### En club
Entre 1966 et 1967, Bánkuti devient joueur de l'élite hongroise avec le Salgótarjáni BTC. Il rejoint ensuite l'Újpesti Dózsa à Budapest en 1968, où il joue jusqu'en 1974. Lors de sa première saison, l'équipe termine vice-championne. Par la suite, il fait partie de l'équipe d'Újpest qui remporte six titres consécutifs de champion de Hongrie. Leur plus grand succès international est une place en finale de la Coupe des villes de foires 1968-1969, où ils sont battus par Newcastle United.
Au total, au sein des compétitions européennes, il dispute 2 matchs de Coupe des clubs champions pour aucun but marqué et 10 matchs de Coupe des villes de foire/Coupe UEFA pour aucun but marqué.

### En sélection
Il fait une apparition avec l'équipe nationale de Hongrie le 28 septembre 1966 contre la France en amical (victoire 4-2 à Budapest).

## Palmarès

### En tant que joueur
Újpesti Dózsa
- Championnat de Hongrie (6)
  - Champion : 1969, 1970, 1970-71, 1971-72, 1972-73 et 1973-74
  - Vice-champion : 1968
- Coupe de Hongrie (2)
  - Vainqueur : 1969, 1970
- Coupe des villes de foires
  - Finaliste : 1968-69